# Blåbærsorter
Der findes et stort antal blåbærsorter, sorter, som er udviklet ud fra flere arter og underarter i slægten Bølle. Efter den første halvdel af det 20. århundrede har man fremavlet flere end 100 sorter. Blåbær tilhører Lyng-familien (Ericaceae). De dyrkede blåbærsorter stammer ikke, som man ellers ofte tror, fra den hjemlige art af blåbær (Vaccinium myrtillus), hvis frugter farver mund og læber blå, når man spiser dem, men fra nordamerikanske arter. De farvende anthocyaner findes i frugtskallen på de næsten runde, blå bær, hvis frugtkød er hvidt. Dyrkede blåbær har betydning som markedsfrugt over hele verden, men før de blev kendt som frugtbuske, var blåbærsorterne indført som prydplanter i europæisk havedyrkning på grund af deres dekorative høstfarver.

## Botanisk beskrivelse
Blåbær er løvfældende buske eller halvbuske med en opret, tæt forgrenet vækst. De kan nå højder på flere meter, eller de vokser kun ganske lavt som bunddækkende planter. Det fælles er de krukkeformede blomster og de blå, duggede bær.

### Vækstform
Vækstformen (habitus) varierer fra sort til sort. Mens nogle former vokser strengt opret, breder andre sig mere og får en overhængende vækst. De lavtvoksende sorter har en mere åben vækstform end de høje og halvhøje former. Størstedelen af disse planters masse ligger i de underjordiske stængler, der sender de overjordiske skud til vejrs.

### Blade og skud
Afhængigt af sorten forgrener planterne sig mere eller mindre. Unge skud er for det meste hårløse og grønne til gulgrønne med en rødligt anstrøg og en vortet overflade. Ældre bark er grå og opsprækkende.
Bladene er spredtstillede på skuddet. De er græsgrønne til mørkegrønne og hårløse på oversiden. På undersiden er de lysere i farven og behårede – i det mindste på bladribberne. Omkring midt i juni har buskene udviklet den største bladoverflade i året. Før løvfaldet om efteråret ændres bladfarven ved dannelse af anthocyaner fra gul til lysende rød. Det giver blåbærene en høj prydværdi. Bladene hos de halvhøje sorter er ægformede til aflangt ovale med hel rand og tydelig spids. Sideskuddenes blade bliver sjældent over 5-6 cm lange, hvorimod bladene på kraftige langskud bliver 10 cm eller mere. De lavtvoksende sorters blade er mindre end de allerede nævnte, og de er mere eller mindre savtakkede langs randen.

### Blomster, frugter og frø
De gulligt-hvide til sart rosenrøde blomster er krukkeformede, op til 20 mm lange og består af fem sammenvoksede kronblade. Hver blomst har 8-10 støvdragere ved blomstens svælg. Ved bunden af svælget findes de nektarproducerende nektarier. Blomsterne er samlet i en halvskærm med op til tolv enkeltblomster. De nederste blomster har længere stilke end de øverste. Mange sorter udvikler flere halvskærme af samme knop, der oftest er endestillet, mens nogle sorter har blomsterknopperne i bladhjørnerne. De er tydeligt mere runde og kraftige end de små, spidse bladknopper. De dyrkede blåbær blomstrer mest på sideskud af første orden.
Den undersædige frugtknude er omgivet af fem grønne bægerblade, som stadig findes på det modne bær som saftige højblade. Det er fælles for alle dyrkede blåbær, at de har lyseblå, lysende blå til sortblå bær. Frugtkødet er hvidligt. Bærrene har et hvidt vokslag på overfladen, og dette lag består af mikroskopisk små vokspartikler, som bliver dannet i frugtskallen, ført med åndingsvandet ud og aflejret på overfladen. Størrelsen af bærrene varierer alt efter sorten, men de er gennemsnitligt mellem 5 og 12 mm brede, og kan blive helt op til 30 mm.
Frugterne rummer 30-80, meget små, lysebrune frø. Der går omkring 4.000 frø til 1 gram. De kan spire straks efter frugtmodningen, og de har ikke brug for en kuldepåvirkning (Vernalisation) for at kunne gå i gang. Kimroden dukker frem efter ca. 14-35 dage, mens kimbladene ses efter 3-8 uger.

### Ikke-synlige træk
Rodsystemet er stærkt forgrenet og udbredt tæt under overfladen. Det har en høj andel af filtagtige finrødder. De er trævlede og meget tynde og ikke udstyret med rodhår som andre planter. Derimod har planterne et tvungent samliv med bestemte svampe (ericoid mykorrhiza), som gør optagelse af vand og næringsstoffer muligt.
Veddet i de overjordiske dele er hårdt og skørt.

### Størrelse
Gruppen af højtvoksende buske (”Northern og Southern Highbush Blueberries”) danner 2-5 meter høje, runde, tætforgrenede og kompakte planter. Opretvoksende sorter i gruppen ”Rabbiteye Blueberries” når ca. 4 meters højde, mens ”Half-Highbush Blueberries” når op på 1-2 m. De lavtvoksende sorter (”Lowbush Blueberries”) bliver mellem 0,2 og 0,7 m høje og danner udløbere.

## Vækst og udvikling
Vegetativ vækst, blomstring og frugtudvikling i Europa forløber over et tidsrum fra begyndelsen af april til midten af oktober. Man høster fra begyndelsen af juli til midten af august. På grund af den geografiske udstrækning af blåbærdyrkningen over flere klimazoner i Nordamerika begynder høsten dér allerede i april (Florida), mens den ender i slutningen af september i Newfoundland.

### Vegetativ vækst
Skuddenes væsentligste vækstperiode ligger mellem midten af maj og begyndelsen af oktober. Buskenes årstilvækst og dermed høstudbyttet fra dem aftager med tiltagende alder, da blomsterne mest findes ved spidsen af de etårige skud. Blomster- og frugtdannelse sker på bekostning af skudvækst, og derfor bliver buskene mere og mere svagtvoksende og tynde med alderen. Man siger, at buskene ”ældes”. Skuddene har en produktionsperiode, der afhænger af sorten. Hos de højtvoksende former danner de blomster og frugter i fire år, hvor udbyttet er stort. De udvalgte sorter blandt de kaninøjede blåbær yder godt i syv år. Hos lavtvoksende former blomstrer og bærer de nye rodskud først i det andet år, og ganske vist danner de ældre skud også frugter, men de er ofte mindre og udbyttet er ringe. Derfor hører en regelmæssig beskæring til blandt de vigtigste plejeindgreb i blåbærdyrkningen. Det fremmer den vegatative vækst, og det fremkalder nye skud fra bunden af busken. Frugternes størrelse og kvalitet bliver bedre, og frugtmodningen sker hurtigere. Man fjerner grene, som ikke bærer længere samt overskydende skud og grene, der krydser buskens centrum.
Rodvæksten foregår kraftigst mellem 14 °C og 18 °C i jordbundstemperatur. Under 8 °C er væksten ganske tydeligt indskrænket. Hos dyrkede blåbær findes der to faser med intensiv rodvækst. Under klimaforhold som i Danmark ligger de ca. fra midten af maj og frem til begyndelsen af juni og igen fra midten af august og frem til midten af september. Da rodsystemet ikke er særligt effektivt med hensyn til vandoptagelse, standser busken sin vækst ved begyndende udtørring af jorden.

### Blomstring
Blomsterne bliver anlagt (blomsterinduktion) det foregående år efter frugtmodningen mellem juli og september. I løbet af efteråret vokser og udspecialiseres blomsterknopperne, sådan at de er næsten fuldstændigt udviklede om vinteren. I Danmark ligger de dyrkede blåbærs hovedblomstring oftest i de to første uger af maj, dvs. noget senere end blomstringen i de amerikanske dyrkningsområder. Blomstringen strækker sig i alt over ca. fire uger, afhængigt af vejrforholdene. Blomsterne ved skudspidserne åbner sig først, ligesom de højstsiddende i den enkelte blomsterstand blomstrer før de laveresiddende.
De fleste blåbærsorter er selvbestøvende, men ved målrettet fremmedbestøvning kan man opnå en større frugtsætning med større frugter og kortere modningstid. De sydlige, højtvoksende blåbærsorter er kun delvist selvbestøvende og derfor afhængige af delvis fremmedbestøvning. De kaninøjede blåbærsorter og de lavtvoksende sorter er i de fleste tilfælde fremmedbestøvede. Bestøvningen udføres af humlebier (Bombus) og vilde bier, hvorimod bestøvning ved honningbier (Apis melifera) er mindre effektiv, da de er tilbøjelige til at åbne blomsterne fra siden, så de ikke tager pollen med sig. Begunstigelse af bestemte, hjemlige planter spiller en vigtig rolle med hensyn til tiltrækning og bosætning af blomsterbesøgende insekter i området.

### Frugtudvikling
Frugternes vækst og modning er sortsafhængig og strækker sig over 8-16 uger. Frugterne gennemløber tre udviklingsfaser: De unge frugter vokser hastigt i størrelse på grund af celledelinger gennem en fire uger lang periode efter bestøvningen. Den fase afløses tilsyneladende af en hvilefase, hvor frugterne ikke længere vokser, men indlejrer frøene i reservestoffer. Derpå vokser frugten atter tydeligt, for selv om celleantallet ikke bliver forøget, optager cellerne vand og gennemløber en strækningsvækst. Ved afslutningen af denne fase skifter frugtskallens farve fra grøn over bleggrøn og violet til den sortstypiske blå, mens frugten modnes og bliver blød. Samtidig ændres indholdet: Der opbygges sukker, og syrer bliver nedbrudt. De karakteristiske aromastoffer og den typiske dug på overfladen dannes først ved afslutningen af modningen. Duglaget opfylder flere behov for frugten: Det beskytter bærret mod overophedning ved at tilbagekaste solstrålerne, det hindrer mikrobielle skadegørere i at trænge ind, og regnvand preller fuldstændigt af, sådan at bærret hurtigt kan tørre, hvad der også hindrer svampe i at etablere sig. Én og samme busk modner ikke bærrene samtidigt, end ikke i samme frugtstand. Modningsstadierne bliver inddelt i seks faser efter et amerikansk skema, der er indrettet efter det udvendige farveindtryk:
| Modenhed              | Frugtudvikling                             |
| --------------------- | ------------------------------------------ |
| IG = Umoden og grøn   | Fuldstændigt grøn og hård                  |
| MG = Moden og grøn    | Lysegrøn til hvidlig, mere blød            |
| GP = Grøn til lyserød | Rosafarvning af den nederste del           |
| BP = Blå til lyserød  | Begydende blåfarvning, stilken rosa        |
| B = Blå               | Blå ned til en rosafarvet ring ved stilken |
| R = Fuldmoden         | Fuldstændigt blå med hvid dug, blød        |

Frøene er allerede spiringsdygtige ved frugtens modning, og de spirer med 50-80 % succes. Indtil udfoldelsen af det første løvblad går der ca. 6-10 uger. Allerede efter fremkomsten af det 10.-15. blad dannes de første sideskud, som hurtigt vokser forbi hovedskuddet og sørger for en tidlig forgrening.

### Hvileperiode
Vinterhvilen indledes ved aftagende dagslængde og dalende temperaturer. Om efteråret aflejres reservestoffer i knopperne (sukkerstoffer, stivelse, mineralske stoffer) sammen med plantehormonet abscisinsyre. Det skal afholde planten fra at springe ud på et tidspunkt, hvor der stadig kan forekomme frost. I løbet af vintermånederne bliver stoffet nedbrudt, især ved temperaturer mellem 0 °C og 7 °C. Om foråret dannes der et øget indhold af hormonet auxin, der er vækstfremmende. De dyrkede blåbærsorters krav til kuldepåvirkning måles i timer og ligger mellem 250 og 1.200 timer. Hos lavtvoksende sorter ligger kuldebehovet over 1.000 timer, hos de nordlige, højtvoksende mellem 800 og 1.100 timer, hos de kaninøjede blåbær mellem 350 og 800 timer. Det mindste kuldebehov har de sydlige højtvoksende sorter, der nedstammer fra arter og hybrider med en sydlig udbredelse. De skal have mellem 250 og 500 timers kuldepåvirkning. Svarende til kuldebehovet har planterne også et varmebehov, en vis ”varmesum”, som skal være opfyldt, før busken kan springe ud i foråret.
Den naturlige, indre vækstrytme hos buskene vil blive forstyrret på klimatisk ugunstige voksesteder. Derfor kan der kun dyrkes sorter med et lavt kuldebehov i USAs sydlige stater. Uden en passende lang hvileperiode bliver løvspringet hos f.eks. de lavtvoksende sorter forsinket og uregelmæssig. Omvendt er sorter med et lavt kuldebehov ikke egnede længere mod nord, da de vil springe for hurtigt og for tidligt ud og derfor kan blive ramt af sen frost.

## Oprindelse og taksonomi
Dyrkede blåbær er fremavlet med arter i slægten Bølle, som hører hjemme i USA og Canada, eller med krydsninger blandt dem. Det præcise antal arter i denne slægt svinger mellem 100 og 400 alt efter kilde og taksonomisk system.
Siden begyndelsen af det 20. århundrede har man fremavlet over 100 nye sorter af dyrkede blåbær, og der kommer nye til hvert eneste år. De ældste var simpelthen udvælgelser blandt de vilde bestande i Nordamerika (”vildsorter”). Derimod er flertallet af de aktuelle sorter resultater af et målrettet krydsningsarbejde. Ved siden af udvælgelser fra krydsninger mellem V. angustifolium og V. corymbosum (= V. × atlanticum), anvendes også kulturformer af forældrearterne selv eller hybrider mellem V. corymbosum og andre dyrkede arter i slægten Bølle. Her har man desuden inddraget det såkaldte ”nordlige hybridkompleks” mellem arterne Vaccinium pallidum, V. angustifolium (syn. V. lamarkii), V. darrowi, V. elliottii, V. virgatum (syn. V. ashei), V. caesariense, V. fuscatum (syn. V. atrococcum), V. simultatum og V. myrtilloides.
De Vaccinium-arter, der bliver brugt som dyrkede blåbær, er sammenstillet i den følgende tabel. De polyploide sorter har særlig interesse, da de bliver op til flere meter høje og dermed kan forøge udbyttet pr. arealenhed og plante. Opdelingen af de dyrkede blåbær retter sig i store træk efter buskenes væksthøjde og de egne, hvor de får den gunstigste vækst. Artsnavnene følger angivelserne hos Germplasm Resources Information Network (GRIN). Derfor afviger de noget fra de navne, der kendes fra de vigtigste litterære værker.
| Gruppe                      | Engelsk navn                  | Systematisk betegnelse/deltagende vildformer                                                   | Ploidiegrad              | Oprindelse/Dyrkning                              | Kort beskrivelse |
| --------------------------- | ----------------------------- | ---------------------------------------------------------------------------------------------- | ------------------------ | ------------------------------------------------ | --- |
| Højtvoksende blåbær         | Northern Highbush Blueberries | Vaccinium corymbosum                                                                           | Tetraploid               | New England, USA, og det sydlige Canada          | Væksthøjde op til 5 m; kraftige, oprette enkeltbuske; op til 8 cm lange, helrandede blade; frugterne blå, duggede, 0,7 op til 1 cm store, farveløst frugtkød; kuldebehov fra 800 og op til 1100 timer, hårdførhed overfor frost fra −25 ned til −35 °C                                                                         |
| Kaninøjeblåbær              | Rabbiteye Blueberries         | Vaccinium virgatum                                                                             | Hexaploid                | de sydøstlige stater i USA                       | Væksthøjde op til 4 m, kraftige, oprette enkeltbuske; små, helrandede blade; varme- og tørkeresistent; kort vinterhvile; frugterne sorte med store frø; frugtens blivende bæger minder om et kaninøje, deraf navnet; kuldebehov fra 350 og op til 800 timer, hårdførhed overfor frost fra −20 og ned til −25 °C                |
| Sydlige højtvoksende blåbær | Southern Highbush Blueberries | V. corymbosum krydset med V. darrowi eller V. virgatum og V. formosum og andre Vaccinium-arter | Tetraploid               | sydøstlige stater langs atlanterhavskysten i USA | Væksthøjde fra 2 og op til 4 m; mange rodskud; danner tætte kolonier; store blade (fra 2,5 op til 8 cm); frugterne blå, over 1 cm store; kuldebehov fra 250 og op til 500 timer; hårdførhed overfor frost fra −15 og ned til −20 °C                                                                                            |
| Halvhøje blåbær             | Half-Highbush Blueberries     | Vaccinium corymbosum x V. angustifolium                                                        | Diploid eller tetraploid | nordlige stater i USA, Canada                    | Væksthøjde fra 1 og op til 2 m; blade fra 3 og op til 8 cm; frugterne blåsorte, duggede, med hvidt frugtkød; sorterne viser en stor variabilitet i forhold til forældrearternes egenskaber; meget kuldetolerant |
| Lavtvoksende blåbær         | Lowbush Blueberries           | Vaccinium angustifolium og V. myrtilloides                                                     | Diploid eller tetraploid | New Englandstaterne i USA, Canada                | Væksthøjde fra 0,2 og op til 0,7 m; blade fra 2 og op til 4 cm, små med takket rand, hos sorter af V. myrtilloides er der behåring; udløberdannende og delvist kolonidannende; frugterne sortblå eller blå med metallisk dug, op til 0,7 cm store; kuldebehov > 1000 timer, hårdførhed overfor frost fra −25 og ned til −40 °C |

## Sorter af dyrkede blåbær
Den tyske avler Wilhelm Heermann udvalgte fra hybriden Vaccinium corymbosum × V. angustifolium sorterne 'Blau-Weiß-Goldtraube' og 'Blau-Weiß-Zuckertraube', hvorfra man senere har udvalgt sorterne 'Blau-Weiß-Goldtraube 71' og 'Rekord'. Også 'Herma I' og 'Herma II', 'Gila' og 'Greta' stammer fra Tyskland, og de bliver alle dyrket endnu i dag. De fleste sorter stammer dog fra USA, men krydsninger som 'Bluerose', 'Maru' og 'Rahi' stammer fra Australien og New Zealand.
Der er 20-30 sorter af dyrkede blåbær, som bliver dyrket over hele verden, men 'Bluecrop' er den mest dyrkede. Først og fremmest dens evne til at give høje og regelmæssige udbytter på meget forskellige voksesteder er baggrunden for dens udbredelse over hele verden. Desuden er den hårdfør overfor kulde og tørke, og den angribes meget lidt af skadedyr.

### Sortsudvalg
Et udvalg af sorter (nordlige højtvoksende og kaninøje) med deres oprindelse, indførelsesår og afstamning:
| Sort                      | Land, årstal for første dyrkning | Afstamning                                            |
| ------------------------- | -------------------------------- | ----------------------------------------------------- |
| 'Berkeley'                | USA, 1949                        | 'Stanley' × ('Jersey' × 'Pionieer')                   |
| 'Blau-Weiß-Goldtraube 23' | Tyskland, 1960                   | Sorter fra V. corymbosum × V. angustifolium           |
| 'Blau-Weiß-Zuckertraube'  | Tyskland, uden år                | Sorter fra V. corymbosum × V. angustifolium           |
| 'Blau-Weiß-Rekord'        | Tyskland, 1958                   | Udvalgt fra Blau-Weiß-Zuckertraube                    |
| 'Bluecrop'                | USA, 1952                        | ('Jersey' × 'Pionieer') × ('Stanley' × 'June')        |
| 'Bluerose'                | Australien, uden år              | ingen oplysninger                                     |
| 'Bluetta'                 | USA, 1968                        | ('North Sedgewick Lowbush' × 'Coville') × 'Earliblue' |
| 'Coville'                 | USA, 1949                        | ('Jersey' × 'Pionieer') × 'Stanley'                   |
| 'Denise Blue'             | Australien, 1978                 | Tilfældigt afkom af 'Late Blue'                       |
| 'Duke'                    | USA, 1987                        | ('Ivanhoe' × 'Earliblue') × 192-8 (E-30 × E-11)       |
| 'Earliblue'               | USA, 1952                        | 'Stanley' × 'Weymouth'                                |
| 'Elizabeth'               | USA, 1966                        | ('Kathrine' × 'Jersey') × 'Scrammel'                  |
| 'Gila'                    | Tyskland, uden år                | Ingen oplysninger                                     |
| 'Greta'                   | Tyskland, uden år                | Ingen oplysninger                                     |
| 'Maru'                    | New Zealand, 1991                | Tilfældigt afkom af 'Premier' (Rabbiteye)             |
| 'Nui'                     | New Zealand, 1988                | ('Ashworth' × 'Earliblue') × 'Bluecrop'               |
| 'Patriot'                 | USA, 1976                        | ('Dixi' × 'Michigan LB1') × 'Earliblue'               |
| 'Polaris'                 | USA, 1996                        | Ingen oplysninger                                     |
| 'Rahi'                    | New Zealand, 1991                | Offene Abblüte von 'Premier' (Rabbiteye)              |
| 'Reka'                    | New Zealand, 1988                | ('Ashworth' × 'Earliblue') × 'Bluecrop'               |

### Dyrkning i Europa
I Europa er dyrkningen af blåbær koncentreret i Polen og Tyskland. Man forventer, at dyrkningen vil inddrage betydeligt forøgede områder i Polen og Spanien i de kommende år.
|              | 2004       | 2004          | 2005       | 2005        | 2006       | 2006            |
| ------------ | ---------- | ------------- | ---------- | ----------- | ---------- | --------------- |
| Land         | Areal (ha) | udbytte (ton) | areal (ha) | udbytte (t) | areal (ha) | udbytte (t)     |
| Tyskland     | 1.500      | 8.000         | 1.600      | 7.000       | 1.800      | 8.000           |
| Polen        | 1.500      | 3.750         | 1.700      | 3.750       | 1.800      | 5.000 til 8.000 |
| Frankrig     | 300        | 1.500         | 300        | 1.700       | 300        | 1.700           |
| Nederlandene | 300        | 1.500         | 330        | 1.650       | 370        | 1.650           |
| Spanien      | 150        | 900           | 200        | 1.000       | 300        | 1.600           |
| Italien      | 160        | 800           | 180        | 800         | 180        | 1.200           |
| Belgien      | 45         | 162           | 48         | 170         | 48         | 250             |
| Portugal     | 40         | 200           | 40         | 200         | 40         | 250             |
| I alt        | 3.995      | 16.812        | 4.398      | 16.270      | 4.838      | 18.650          |

## Indhold og sundhedsværdi
Glukose og fruktose er de sukkerstoffer, der er mest af i de dyrkede blåbær (henholdsvis 48 % og 49 %). Saccharose er der kun 3 % af. Syrerne citronsyre, æblesyre og kinasyre findes i forholdet ca. 8:1:1. Hos de vilde blåbær er forholdet ca. 3:1:3.
Indholdet i frugterne af dyrkede blåbær (pr. 100 g friskvægt):
| Indhold     | Mængde          | Indhold      | Mængde   |
| ----------- | --------------- | ------------ | -------- |
| Energi      | 60 kcal/ 250 kj | Jern         | 0,17 mg  |
| Vand        | 83 g            | Mangan       | 0,28 mg  |
| Protein     | 0,6 g           | Zink         | 0,11 mg  |
| Fedt        | 0,5 g           | Kobber       | 0,06 mg  |
| Kulhydrater | 14 g            | Selen        | 0,6 µg   |
| Citronsyre  | 0,9 g           | Polyfenoler  | 0,25 mg  |
| Cellulose   | 1 g             | Vitamin A    | 100 I.E. |
| Kalium      | 90 mg           | Thiamin      | 0,04 mg  |
| Kalcium     | 13 mg           | Vitamin B2   | 6,84 mg  |
| Fosfor      | 10 mg           | Vitamin B6   | 0,036 mg |
| Magnesium   | 7 mg            | Askorbinsyre | 13 mg    |
| Natrium     | 2 mg            | Vitamin E    | 1,00 mg  |
Sundhedsværdien af frugterne skal bl.a. findes deri, at de kan hæmme skadelige oxidanter, som opstår ved stress og sygdom (oxidativt stress). I den sammenhæng er fenoler (0,5-2,5 mg/g friskvægt) og antocyaner (1-3 mg/g friskvægt) interessante. Antocyanerne er vandopløselige, blå eller rødlige plantefarvestoffer, som kun findes i frugtskallen hos de dyrkede blåbær. Jo højere fenolindhold og jo flere farvestoffer, der findes i frugterne, desto højere er det antioxidative potentiale. Den såkaldte ”iltadsorptionsevne” (ORAC = Oxigen Radical Adsorbance Capacity) angives i Trolox-ækvivalenter (µmol TÄ), og indholdet i dyrkede blåbær opgøres til ca. 25 µmol TÄ/g friskvægt. Blåbær hører ifølge amerikanske undersøgelser til blandt frugter med den største stresssænkende virkning. Indtagelsen af blåbær skal også mindske risikoen for at få kræft. Blåbærrenes adsorberende virkning skal tilmed kunne stabilisere menneskers immunsystem samt forebygge hjertekarsygdomme og slagtilfælde.

## Anvendelse
Blåbærbuske spiller en underordnet rolle som prydbuske på grund af deres specielle krav til voksestedet. Derimod har de stor betydning som bærproducenter. De stadigt forøgede dyrkningsarealer og den stigende efterspørgsel er tegn på deres voksende popularitet. Forbruget pr. person ligger i Tyskland på ca. 100 g/år, mens forbruget i USA ligger på 370-570 g/år. Dyrkede blåbær bruges friske i frugtsalater, kager (Muffins), pandekager eller lagkager, i mælkeprodukter som quark og yoghurt, marmelade eller frugtdesserter. Desuden bruges tørrede bær i Müsli og frugtstænger. De dyrkede blåbær er ideelle til geléer eller slik, for de indeholder meget Pektin. Blåbær er et godt grundlag for frugtsaft, alene eller i blanding med andre frugter.

## Dyrkede blåbær som invasive planter
Dyrkede blåbær forvildes let fra dyrkning, da frugterne bliver ædt af fugle og pattedyr, sådan at frøene bliver spredt andre steder med dyrenes afføring. På egnede voksesteder kan planter etablere sig og danne tætte bestande ved hjælp af vegetativ formering.
Flere steder i Europa anses den dyrkede hybrid Vaccinium angustifolium × Vaccinium corymbosum (synonym: V. × atlanticum), (”buskblåbær”) for at være invasiv. Den viser stor variabilitet, og mens nogle individer ligner den ene af forældrearterne, har andre kendetegn, som står nærmere på den anden eller et sted midt imellem dem.
Denne blåbærhybrid har uden for dyrkning en række direkte og indirekte, økologiske virkninger på andre arter, plantesamfund eller biotoper, først og fremmest i naturnære højmoser i Nordvesteuropa. Dens udbredelse er ikke helt afklaret, men man har set, at den har bredt sig ca. 2 km fra nærmeste dyrkningssted i løbet af 50 år. Her er den forvildet til fyrreskove og vådområder i nærheden af dyrkningsarealer.

## Eksterne links
- Mark Longstroth:  Fruit Growth Stage Reference, Blueberries Arkiveret 31. maj 2009 hos  Wayback Machine